# Proteuxoa interferens
Proteuxoa interferens är en fjärilsart som beskrevs av Walker 1857. Proteuxoa interferens ingår i släktet Proteuxoa och familjen nattflyn. Inga underarter finns listade i Catalogue of Life.

## Bildgalleri

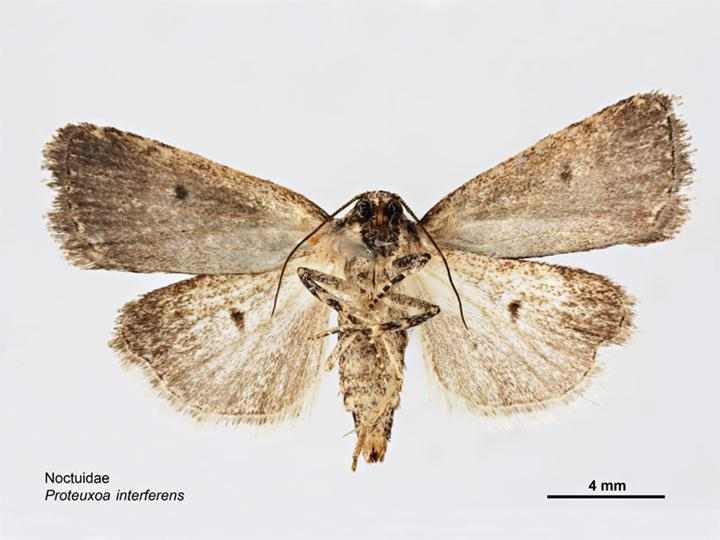